# 宝生瑠璃
宝生 瑠璃（ほうしょう るり、1986年11月1日 - ）は、日本の元AV女優。
東京都出身。ロゼオプロモーション所属。血液型:A型。身長147cm、スリーサイズ:B80・W59・H86。Bカップ。

## 略歴
- 2005年に『放課後美少女H 瑠璃色人形 宝生瑠璃』でAVデビュー。
- 2008年1月16日に自身のブログにて引退を発表。

## 出演作品
2005年
- 放課後美少女H 瑠璃色人形（8月6日、オーロラプロジェクト）※デビュー作
- 瑠璃色人形2 「ないしょ」の話（9月24日、オーロラ・プロジェクト）
- 噂のSlender girl 01（11月4日、映天）
- 失禁恥女12（11月9日、プールクラブ）
- ロリロリ!セックスメイド（11月10日、オーロラ・プロジェクト）
- 僕だけのメイド（12月14日、エイチ・エス映像）
- ENDORPHIN 宝生瑠璃（12月23日、オーロラ・プロジェクト）
- HIGH SCHOOL GIRL CHOCOLATE（12月24日、ラハイナ東海）
- メイドペット　宝生瑠璃（12月31日、FC2動画、一本道）

2006年
- ゴックンガール 2（1月1日、アイデアポケット）
- 恥ずかしいコト。Rebirth（1月5日、アウダースジャパン）
- オープンカーでスカートの切れ目から電動マッサージ器を突っ込んでイタズラするのが最高（1月20日、ホットエンターテイメント）
- 女子校生拉致監禁 VOL.32 宝生瑠璃（1月24日、ゴーゴーズ）
- 寝るとんカリハメ団　第一話（2月17日、カリビアンコム）
- バイブの虜17（2月14日、プールクラブ）
- 寝るとんカリハメ団　第二話（2月24日、カリビアンコム）
- 寝るとんカリハメ団　第三話（3月3日、カリビアンコム）
- Dolls [偏愛]（3月10日、ドリームチケット）
- 寝るとんカリハメ団　第四話（3月10日、カリビアンコム）
- 少女愛好家 るりちゃん 1●才（3月16日、GUTS）
- 寝るとんカリハメ団　第五話（3月17日、カリビアンコム）
- いじめられっ娘 9 女王のクラス編（3月24日、ビッグモーカル）
- 寝るとんカリはめ団　最終話（3月24日、カリビアンコム）
- 超絶ローション ヌルベッチョ! 4（3月25日、OPERA［オペラ］）
- 寝るとんカリハメ団 ～番外編～ 我慢できない風呂場3P（3月31日、カリビアンコム）
- ロリロリ中出し III（4月10日、隼エージェンシー）
- オナニスト［第十三章］（4月10日、隼エージェンシー）
- フェイス/ステイナイト（4月14日、TMA）
- 隠語オナニー愛好家 04（4月16日、ガッツ）
- あめだま 04（4月19日、クロス）オムニバス作品
- 「家庭教師が美少女にした事の全記録」 隠撮カメラFILE 1（4月22日、グローリークエスト）
- 愛しのフェラチーオ III（5月12日、隼エージェンシー）
- 女子校生集団レズ暴行（5月19日、クロス）
- 中出しパイパン中●生 Vol.3 瑠璃（6月2日、映天）
- フェラコレ2006夏（6月12日 隼エージェンシー）
- 女子校生強姦（6月12日、隼エージェンシー）
- 変態よいこアニメ学園（6月19日、クロス）
- Mini－Gal（6月23日、クリスタル映像）
- 顔騎少女（7月3日、実録出版）
- こだわりの手コキ 4時間SP 40人のハンドメイド（7月10日 隼エージェンシー）
- 淫乱集団痴女学校（7月13日、MOODYZ）
- ごっくんハイスクール 〜三人娘がコクッと喉を鳴らしてごっくんしました〜（8月13日、MOODYZ）
- 爆乳綾乃梓姫と7人の小人痴女（8月19日、クロス）
- レズ☆メス VOL．6（8月25日、エルズ倶楽部）
- 拉致った女子校生に強制放尿とナマ中出し!!（9月1日、ワンズファクトリー）
- ふたりっ娘 私達とどうするの? [メルヘン]（9月7日、桃太郎映像出版）
- 二人っ娘 私達どうなるの? [ダーク]（9月7日、桃太郎映像出版）
- みるスポ! 宝生瑠璃（9月19日、みるきぃぷりん♪）
- 超メイドさんAVなの（10月5日、ナチュラルハイ）
- 一人暮らし 宝生瑠璃（10月19日、BODY）
- 萌え萌えダンス VOL.1（10月19日、BODY）
- 3Girls=3SEX（10月19日、みるきぃぷりん♪）
- 孫娘 3（10月25日、ネクストイレブン）
- 女子校生 服従教室（10月25日、イマージュ）オムニバス作品
- 超メイドさんの美人マネージャーさんをみんなでヤっちゃったビデオ（11月4日、ナチュラルハイ）
- 甘い蜜の家 〜義兄妹の系譜〜（11月11日、HIDE SEEK）
- ENERGY HIGH SCHOOL 萌える新学期!（11月19日、BODY）
- 禁断フェティッシュレズビアンII【限定版】（12月1日、アウダースジャパン）
- DOKIレズ5（12月1日、アウダースジャパン）
- 6周年記念作品 NO.1美女軍団 銀行強盗事件 中出し50連発（12月7日、アイエナジー）
- ラブレズ 〔大塚ひな×宝生瑠璃〕（12月19日、みるきぃぷりん♪）
- パイパン女子校生（12月25日、しのだプロジェクト）

2007年
- KARMAファン感謝祭 ロリロリバスツアー2（1月13日、カルマ）
- 女子校生レイプ5 犯されまくる12人の女子校生（1月13日、隼エージェンシー）
- 女だけのサディスティック天国（1月19日、クロス）
- MOODYZ 完全撮り下ろし8時間SPECIAL（2月13日、MOODYZ）
- 超集団ランジェリーレズビアン乱交レイブパーティー（2月19日、クロス）
- 菊門拡張工事 【無毛の丘編】（3月2日、映天）
- 未公開シーン全て見せます! 裏ロリバス（3月13日、カルマ）
- 女子校生乱交レズビアン林間学校（4月19日、クロス）
- 凌辱ロマン 被虐の花園（6月7日、アタッカーズ）
- 臨月妊婦ハメ日和（7月25日、アロマ企画）

2008年
- ぶるまにあ（4月7日、みるきぃぷりん♪）

2010年
- オペラ5周年記念DVD24時間6枚組 （12月25日、オペラ）

## 出演

### テレビ
- 萌え部屋（2006年4月から9月、CS放送局パラダイステレビ）